# 沃尔夫冈·朗格
沃尔夫冈·朗格（1898年6月1日 - 1988年2月10日）是第二次世界大战期间的納粹德国将军，曾擔任第183人民掷弹兵师以及第564国民掷弹兵师師長並獲頒騎士鐵十字勳章。魯爾包圍戰期間的1945年4月15日，朗格向美军投降。